# Kazimierz Wojciechowski (drukarz)
Kazimierz Wojciechowski (ur. 26 lutego 1869 w Biechowie, pow. Września, zm. 25 sierpnia 1938 w Brodnicy) – polski drukarz, wydawca, redaktor, działacz narodowy. „Jedyny Polak w gronie brodnickich drukarzy okresu zaboru pruskiego”.

## Życiorys
Kształcił się w Poznaniu, następnie był zatrudniony w zawodzie drukarza w Szczecinie, Lipsku, Dreźnie i w drukarni Franciszka Załachowskiego (Adler-Druck) w Berlinie przy Grosse Hamburger Strasse 20, następnie Kleine Rosenthalerstrasse 8, gdzie współwydawał polską gazetę „Prawda” (ok. 1889–1890) i „Gazetę Polską” (1890–1891). W 1891 przeniósł się do Brodnicy, gdzie zatrudnił się w drukarni Adolfa Fuhricha (Buchdruckerei von A. Fuhrich), w 1892 założył własną drukarnię (Buchdruckerei) wraz z księgarnią przy Małym Rynku 23, obecnie 7. Wydawał tygodnik humorystyczno-satyryczny „Ćwik” (1893-1895) i „Ćwik. Wesoły Kalendarz na Przestępny Rok...” (1896). W 1899 założył „Gazetę Brodnicką”, lecz wkrótce zawieszając jej druk. Był represjonowany np. aresztem za umieszczenie w oknie wystawowym reprodukcji obrazu Jana Styki upamiętniającego Konstytucję 3 maja „Polonia” (1901). W uzasadnieniu wyroku napisano: 

„że obraz może podżegać Polaków do aktów przemocy wobec Niemców i niepokojów społecznych. Wobec napiętych stosunków między Niemcami i Polakami w prowincji, obraz obrażał Niemców, a Polakom dawał nadzieję na odbudowę cesarstwa polskiego z jednej strony, a z drugiej, podsycał łatwo pobudliwą polską świadomość narodową”.

 Wydał „Podręcznik Domowy. Katolicki Kalendarz Polski na Rok Pański 1909”. Ponownie został ukarany pobytem w 1914 w zakładach karnych w Toruniu i Grudziądzu. W latach 1918–1920 drukował różnego rodzaju druki i publikacje. Wznowienie „Gazety...” nastąpiło w 1919. W 1922 drukarnię przeniesiono do budynku przy Starym Placu Szkolnym 8, obecnie budynek nie istnieje. W 1921 zmieniono jej tytuł na „Ziemię Michałowską” z podtytułem „Gazeta Brodnicka”. W 1922 redakcję przejął jego syn Mieczysław Wojciechowski (1896–1966) i wydawał do 1939. „Ziemia Michałowska. Ziemia Brodnicka” była w latach międzywojennych największym organem prasowym w Brodnicy. Kazimierz Wojciechowski był też aktywnym działaczem społecznym m.in. Klubu Myśliwskiego, Kurkowego Bractwa Strzeleckiego, Towarzystwa Przemysłowego. Sprawował funkcje radnego miejskiego i sędziego pokoju. 
Pochowany na cmentarzu parafialnym w Brodnicy.
Został odznaczony Krzyżem Kawalerskim Orderu Polonia Restituta (1923). 